# 云管尾犁胸蝉
云管尾犁胸蝉（学名：Darthula hardwickii），一种分布于印度、尼泊尔、缅甸及中国云南省等地的昆虫，是犁胸蝉科（刻角蝉科）管尾犁胸蝉属的模式种。

## 形态特征
云管尾犁胸蝉是一种大型半翅目昆虫，体长17-18毫米。头隐藏于半球形的前胸背板前缘下。前翅狭长，除基部为黑褐色外，其余部分一般为褐色；黄色的翅脉呈网状。腹部尾节呈马鞍状，上后角下方延伸出一对细长的突起，合成一长长的圆柱形尾管，尾管的基部为紫红色，向尖端逐渐变为黑色，并被有黄褐色而浓密的长毛。

## 生境
以曼青冈（Cyclobalanopsis oxyodon），云南柳（Salix cavaleriei），板栗（Castanea mollissima）、麻栎（Quercus acutissima）等植物为寄主。